# Cathay Pacific
Cathay Pacific Airlines Limited (CPA) (in cinese tradizionale: 國泰航空公司, in cinese semplificato: 国泰航空公司, in pinyin: Guótài Háng kōng Gōng sī) (Borsa di Hong Kong: 0293
) è la compagnia aerea di bandiera di Hong Kong con hub principale l'Aeroporto Internazionale di Hong Kong, parte di Air China, che detiene il 29% delle azioni.
Considerata una delle migliori compagnie aeree del mondo, nel 2003, 2005, 2009 e 2014 è stata eletta compagnia aerea dell'anno dalla società Skytrax, che le ha assegnato anche una valutazione di 5 stelle.
Cathay Pacific è membro fondatore dell'alleanza aerea oneworld.

## Storia

### I primi anni (1946-1960)

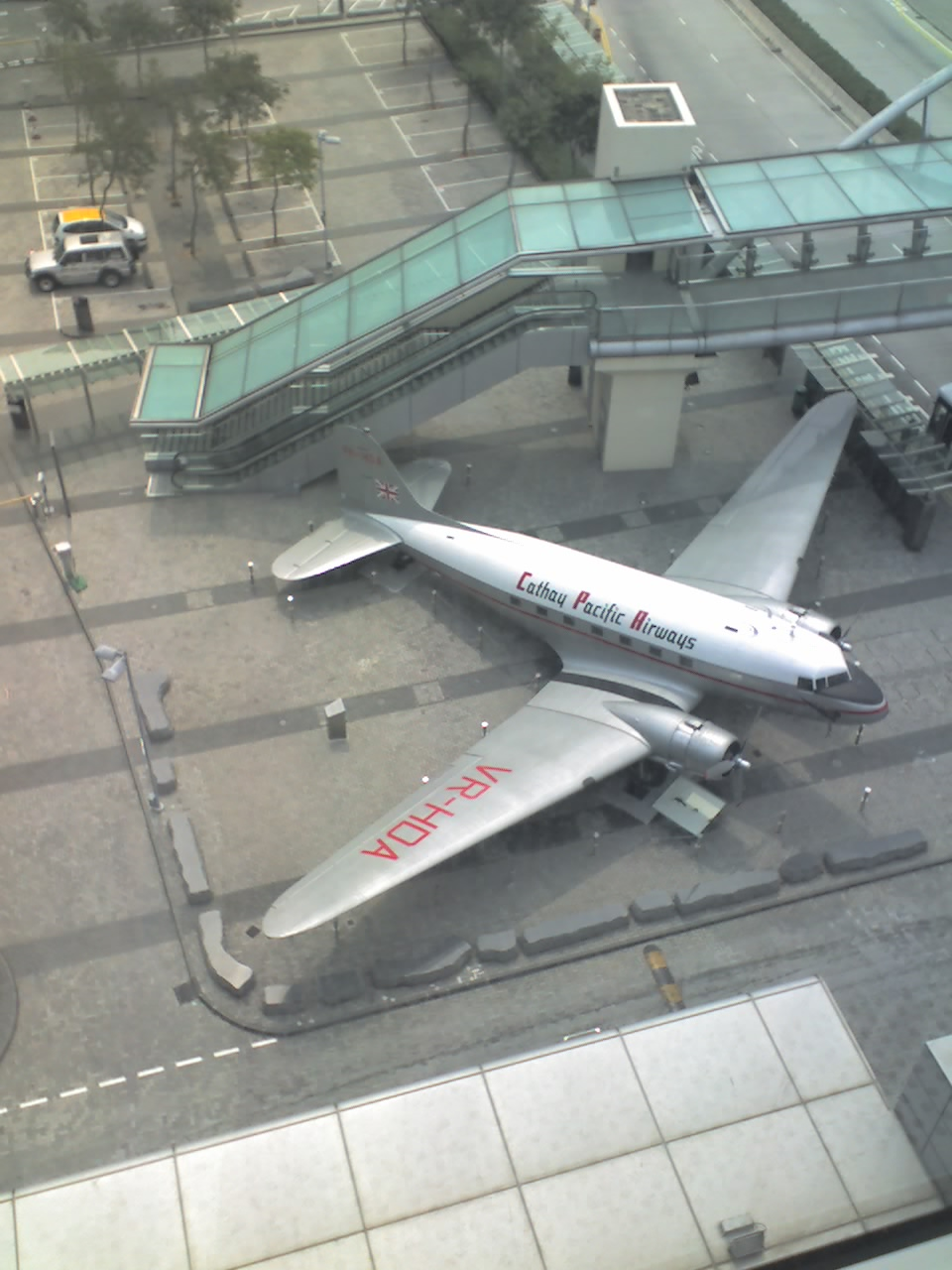
Un Douglas DC-3 ridipinto nella livrea originale.

Cathay Pacific Airlines venne fondata il 24 settembre 1946 a Hong Kong. Sydney "Syd" de Kantzow, Roy Farrell, Neil Buchanan, Donald Brittan Evans e Robert "Bob" Stanley Russell furono i primi azionisti. Buchanan e Russell già lavoravano per de Kantzow e Farrell alla Roy Farrell Import-Export Company, il predecessore di Cathay Pacific, che inizialmente aveva sede a Shanghai. Sia de Kantzow che Farrell erano ex piloti dell'aeronautica militare. Farrell acquistò il primo aereo della compagnia aerea, un Douglas DC-3, soprannominato Betsy, a Bush Field, New York, nel 1945. La compagnia iniziò i servizi di trasporto merci il 28 gennaio 1946 da Sydney a Shanghai, dopo che Farrell e Russell avevano pilotato l'aereo verso l'Australia e ottenuto una licenza per trasportare merci (ma non passeggeri) all'inizio di quel mese. Il primo volo commerciale fu una spedizione di merci australiane. L'attività redditizia attirò presto l'attenzione di i funzionari del governo della Repubblica di Cina. Dopo diversi casi in cui gli aerei della compagnia erano stati sequestrati dalle autorità di Shanghai, l'11 maggio 1946 la compagnia si trasferì, portando i suoi due aerei a Hong Kong. Farrell e de Kantzow registrarono nuovamente la loro attività a Hong Kong il 24 settembre 1946 come Cathay Pacific Airways Limited, mentre un'altra società sorella, The Roy Farrell Export Import Company (Hong Kong) Limited, fu costituita il 28 agosto 1946 e noleggiò alcuni voli da Cathay (secondo l'International Directory of Company Histories, furono formate due società a fini fiscali).
Chimarono la compagnia aerea Cathay, l'antico nome dato alla Cina, e Pacific perché Farrell aveva ipotizzato che un giorno avrebbero attraversato il Pacifico (che è poi accaduto negli anni settanta) e per evitare il nome "Air Cathay" poiché era già stato utilizzato in un fumetto. Il nome cinese della compagnia ("國泰") non fu stabilito fino agli anni cinquanta. Viene da un idioma cinese che significa "pace e prosperità" e all'epoca era spesso usato da altre aziende chiamate "Cathay" in inglese.
Durante il viaggio inaugurale di Cathay Pacific, de Kantzow e Peter Hoskins volarono da Sydney a Hong Kong via Manila. Inizialmente operava rotte tra Hong Kong, Sydney, Manila, Singapore, Shanghai, Saigon, Bangkok, con ulteriori destinazioni per quanto riguarda i voli charter. La compagnia crebbe rapidamente. Nel 1947, aveva aggiunto altri cinque DC-3 e due idrovolanti Vickers Catalina alla sua flotta.
Nel 1948 fu costituita una nuova persona giuridica per Cathay Pacific Airways, con John Swire & Sons (ora noto come Swire Group), China Navigation Company, Australian National Airways come nuovi azionisti della nuova entità, acquisendo le attività dalla vecchia persona giuridica; la vecchia venne ribattezzata Cathay Pacific Holdings e mantenne il 10% delle azioni della nuova Cathay Pacific Airways. De Kantzow, Farrell e Russell erano gli azionisti di Cathay Pacific Holdings a quel tempo. Il governo coloniale britannico di Hong Kong richiedeva che la compagnia aerea fosse per la maggioranza di proprietà inglese. Nonostante de Kantzow fosse un suddito britannico attraverso le sue radici australiane, Farrell era un americano; ciò li costrinse a vendere la loro quota di maggioranza. Sotto la gestione di Swire, de Kantzow rimase nella compagnia aerea fino al 1951, mentre Farrell aveva venduto la sua quota subito dopo l'acquisizione di Swire nel 1948, a causa dei problemi di salute della moglie. Tornò in Texas e divenne un uomo d'affari di successo.
Alla fine degli anni quaranta, il governo di Hong Kong divise il mercato dell'aviazione locale tra Cathay Pacific e il suo unico concorrente locale, la Hong Kong Airways di proprietà di Jardine Matheson: a Cathay Pacific vennero assegnate rotte a sud (come Asia orientale e Australia), mentre a Hong Kong Airways le rotte verso il nord (come Cina continentale, Corea e Giappone). La situazione cambiò con l'istituzione della Repubblica popolare cinese e la guerra di Corea, che ridusse la viabilità delle rotte settentrionali. Nel 1959, Cathay Pacific acquisì Hong Kong Airways, e divenne la compagnia aerea dominante a Hong Kong.
Sotto Swire, un'altra importante compagnia, HAECO, fu fondata nel 1950. Oggigiorno, è una delle principali società di servizi di riparazione di aerei di Hong Kong con divisioni in altre città della Cina.

### Espansione: 1960-1990

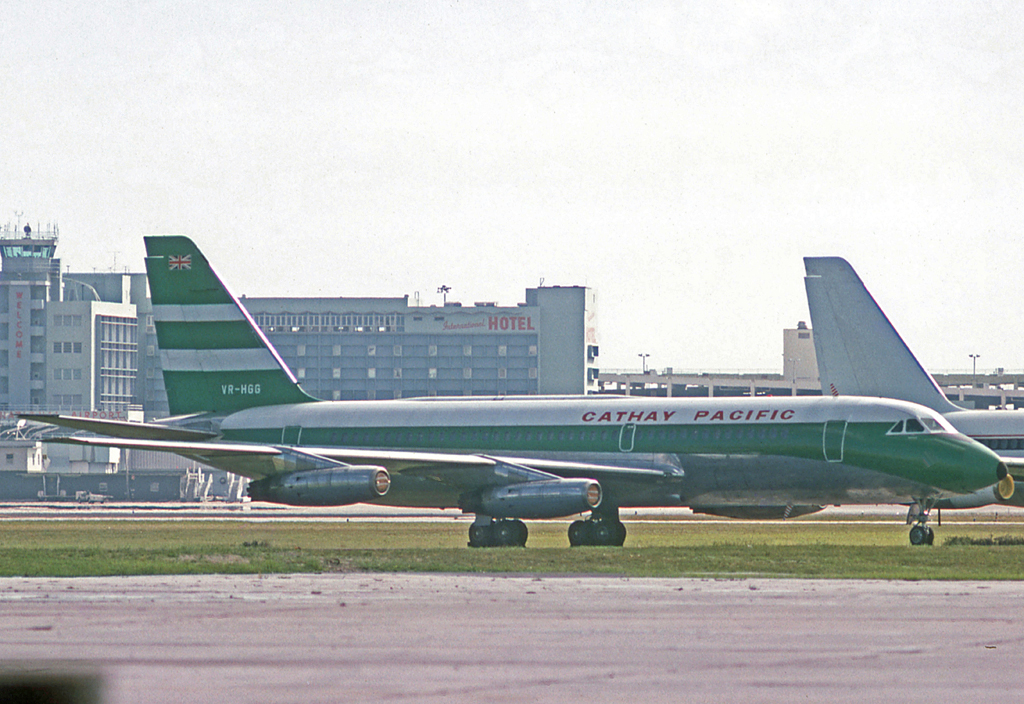
Un Convair 880 visto a Miami nel 1975.

La compagnia aerea prosperò alla fine degli anni cinquanta e negli anni sessanta, e il 1º luglio 1959 acquistò Hong Kong Airways. Tra il 1962 e il 1967, Cathay Pacific registrò una crescita media a due cifre ogni anno divenendo una delle prime compagnie aeree al mondo a operare servizi internazionali per Fukuoka, Nagoya e Osaka in Giappone. Nel 1964 trasportò il suo milionesimo passeggero e acquisì il suo primo aereo con motore a reazione, un Convair 880. Nel 1967 aveva una flotta composta interamente da jet con il ritiro del suo ultimo Lockheed L-188 Electra.
Negli anni settanta, Cathay Pacific installò un sistema di prenotazione computerizzato e acquisì alcuni simulatori di volo. Nel 1971, ricevette il suo primo Boeing 707-320B. Nel 1972 aveva cinque 707. La nuova livrea era dipinta in un verde denominato Brunswick. Nel luglio 1976 iniziò a operare con un Boeing 707 cargo tra Hong Kong, Seul, Bangkok e Singapore.
Nel 1974, stava per acquisire i McDonnell Douglas DC-10 per aprire nuove rotte. Durante il processo di richiesta tramite il governo britannico, a causa della pressione dello stesso, Cathay Pacific modificò la domanda richiedendo invece i Boeing 747, ricevendo il primo esemplare nel 1979. I voli per Londra iniziarono il 16 luglio dello stesso anno.
L'espansione continuò negli anni ottanta. Nel 1982, Cathay Pacific Airways fondò Cathay Pacific Cargo, facendo diventare Hong Kong uno dei più grandi porti commerciali di riesportazione del mondo. I servizi cargo dedicati a lungo raggio iniziarono sulla rotta Hong Kong-Francoforte-Londra operata congiuntamente a Lufthansa.
Il 15 maggio 1986, la compagnia venne al Main Board della Borsa di Hong Kong.

### Rebranding e Oneworld (1990-2000)
Nel gennaio 1990, Cathay Pacific e la sua società madre, Swire Pacific, acquisirono una partecipazione significativa in Dragonair e una partecipazione del 75% nella compagnia aerea cargo Air Hong Kong nel 1994. Nello stesso anno, la compagnia lanciò un programma per aggiornare i suoi servizi passeggeri, incluso un programma da 23 milioni di HK $ per aggiornare la sua immagine. Il logo è stato aggiornato nel 1994 e di nuovo nel 2014.
Avviò un programma di ammodernamento della flotta a metà degli anni novanta, che costò un totale di 9 miliardi di dollari. Nel 1996, CITIC Pacific aumentò la sua partecipazione in Cathay Pacific dal 10% al 25%, e anche altre due società cinesi, CNAC (G) e CTS, acquisirono partecipazioni sostanziali, mentre la partecipazione di Swire Group si ridusse al 44%. Secondo l'International Directory of Company Histories, la vendita di una quota del 12,5% di Cathay Pacific da parte di Swire Pacific a una società statale cinese è stata considerata "una prova della sincerità della Cina nel mantenere la prosperità di Hong Kong".
Nel 1997, Cathay Pacific aggiornò i codici di registrazione e le bandiere dei suoi aerei in concomitanza con il passaggio di Hong Kong dal Regno Unito alla Cina.
Il 21 maggio 1998, Cathay Pacific ricevette la consegna del suo primo Boeing 777-300 durante una cerimonia a Everett. Il 21 settembre 1998, Cathay Pacific, insieme ad American Airlines, British Airways, Canadian Airlines e Qantas, co-fondò l'alleanza Oneworld. Assunse temporaneamente le operazioni nazionali e internazionali di Philippine Airlines durante le sue due settimane di chiusura dal 26 settembre al 7 ottobre 1998. La compagnia venne colpita dalla crisi finanziaria asiatica della fine degli anni novanta, ma nel 2000 registrò un profitto record di 5 miliardi di HK $.
Lunedì 6 luglio 1998, Cathay Pacific interruppe i voli dall'aeroporto di Hong Kong Kai Tak all'aeroporto di Londra-Heathrow dopo oltre 73 anni di attività. Il giorno successivo, inaugurò i voli dall'aeroporto Internazionale John F. Kennedy di New York al nuovo aeroporto Internazionale di Hong Kong a Chek Lap Kok. Questo è stato anche il primo volo transpolare senza scalo al mondo da New York a Hong Kong.

### Crisi e acquisizioni (2000-2010)

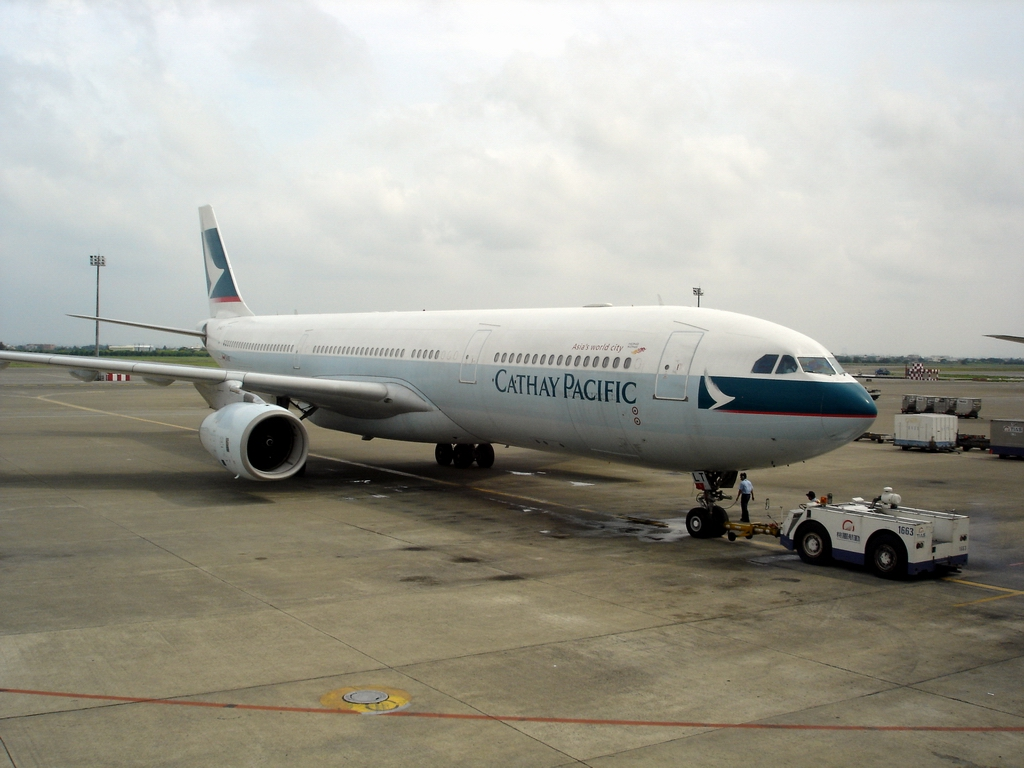
Un Airbus A330-300 a Taipei nel 2005.

#### I 49ers e la disputa sindacale
Nel 2001, l'Hong Kong Aircrew Officers Association (HKAOA) lanciò uno sciopero bianco per promuovere la sua campagna per il miglioramento delle retribuzioni. L'azione coinvolse i piloti che si rifiutavano di lavorare su voli che non erano previsti nel loro roster. Anche se questo da solo non causò gravi interruzioni, i piloti che aderirono iniziarono a stare a casa in malattia. In combinazione con la campagna, la compagnia non fu in grado di coprire tutti i suoi voli di linea e ne risultarono cancellazioni. Cathay Pacific rifiutò risolutamente di negoziare con l'HKAOA sotto la minaccia di un'azione sindacale.
Il 9 luglio 2001, a seguito di una revisione completa delle storie occupazionali di tutti i suoi piloti, la compagnia ne licenziò 49 dei suoi 1.500. Questo gruppo divenne noto colloquialmente come "i 49ers". Quasi la metà dei piloti licenziati erano comandanti, rappresentando il cinque percento del totale. Dei 21 ufficiali dell'HKAOA, nove furono licenziati, inclusi quattro dei sette negoziatori sindacali.
L'allora presidente dell'HKAOA, il comandante Nigel Demery, riteneva che "il licenziamento fosse pura intimidazione, un fallimento sindacale, progettato per essere abbastanza casuale da mettere il timore in tutti i piloti che potessero essere i prossimi, senza motivo". I licenziamenti vennero impugnati in una serie di procedimenti legali, ma nessuno venne riassunto. La compagnia offrì in seguito ai 49ers la possibilità di ripresentarsi per posizioni di pilota nella sua divisione cargo, garantendo a tali candidati i primi colloqui, previo superamento dei test psicometrici. Diciannove ex dipendenti presentarono domanda e dodici ottennero il lavoro.
L'11 novembre 2009, 18 dei 49ers presentarono istanza al Tribunale di primo grado di Hong Kong per le loro rivendicazioni congiunte per violazione del contratto, violazione dell'ordinanza sull'occupazione e diffamazione.
Il giudice Anselmo Reyes stabilì che la compagnia aerea aveva violato l'ordinanza sull'occupazione licenziando i piloti senza un valido motivo, aggiungendo che erano stati licenziati principalmente a causa delle attività sindacali. Ha anche affermato che le osservazioni dell'allora amministratore delegato Philip Chen Nanlok e dell'attuale amministratore delegato Tony Tyler dopo i licenziamenti erano diffamatorie. Il giudice ha consegnato ai piloti una vittoria nella loro lunga battaglia legale, con premi individuali di 3,3 milioni di HK $ per diffamazione insieme a un mese di paga e 150.000 HK $ per i licenziamenti.
Il 24 dicembre 2010, i giudici Frank Stock, Susan Kwan e Johnson Lam della Court of Appeal hanno annullato la sentenza del tribunale inferiore nella misura in cui è stata respinta la domanda di risoluzione illecita del contratto. La conclusione che Cathay Pacific aveva licenziato ingiustamente i 18 piloti per le loro attività sindacali è stata confermata. Il tribunale ha accolto la richiesta di diffamazione ma ha ridotto i danni per i commenti diffamatori formulati dalla direzione di Cathay Pacific.
Il leader dei 49ers querelanti, il comandante John Warham, ha scritto un libro intitolato The 49ers - The True Story il 25 marzo 2011.
I piloti hanno ottenuto il permesso il 26 ottobre 2011 per portare il loro caso davanti alla Court of Final Appeal. La questione è stata ascoltata prima dell'on. Mr. Justices Bokhary, Chan e Ribeiro, tutti giudici permanenti della Court of Final Appeal. Le questioni che dovevano essere decise dalla Corte riguardavano la risoluzione abusiva del contratto e l'ammontare dei danni per diffamazione. Il caso è stato esaminato il 27 agosto 2012.
Il 26 settembre 2012, 11 anni dopo essere stati licenziati, i 49ers hanno a riguardo delle 3 questioni principali del loro caso legale: violazione del contratto, violazione dell'ordinanza sul lavoro e diffamazione.

#### Acquisizione e ridimensionamento di Dragonair
Il 28 settembre 2006, Dragonair è diventata una controllata al 100%, ma ha continuato a operare con il suo marchio. L'acquisizione di Dragonair ha significato l'ottenimento di un maggiore accesso al mercato limitato, ma in rapida crescita, della Cina continentale e maggiori opportunità di condivisione delle risorse. CNAC e la sua controllata Air China hanno acquisito una partecipazione del 17,5% in Cathay Pacific e la compagnia aerea ha raddoppiato la sua partecipazione in Air China al 17,5%. CITIC Pacific ha ridotto la sua partecipazione al 17,5% e Swire Group ha ridotto la sua partecipazione al 40%.
Dragonair aveva inizialmente pianificato una significativa espansione internazionale. Stava già operando servizi per Bangkok e Tokyo, e avrebbe dovuto avere una flotta cargo di nove Boeing 747-400BCF entro il 2009 operante verso New York, Los Angeles, Chicago, San Francisco e Columbus. Aveva anche acquisito tre Airbus A330-300 per iniziare i servizi a Sydney e Seoul.
A seguito dell'acquisizione da parte di Cathay Pacific, i piani di espansione sono stati sottoposti a un'analisi completa della compatibilità delle rotte con la rete di Cathay per ridurre le interferenze. I servizi di Dragonair per Bangkok e Tokyo sono stati interrotti e nuovi servizi sono stati lanciati verso Sendai, Phuket, Manila e Kathmandu.
Nel gennaio 2016, Cathay Pacific ha annunciato di aver ribattezzato il marchio Dragonair come Cathay Dragon.
Il 21 ottobre 2020, Cathay Pacific ha annunciato che avrebbe chiuso tutte le operazioni di Cathay Dragon e la avrebbe unita alla società madre a causa della mancanza di clienti e dei gravi problemi economici causati dalla pandemia di COVID-19. Questa fusione ha segnato la fine per il vettore dopo 35 anni di attività. Cathay Pacific e la sua controllata al 100%, HK Express, hanno rilevato le rotte esistenti di Cathay Dragon.

#### Sfide economiche

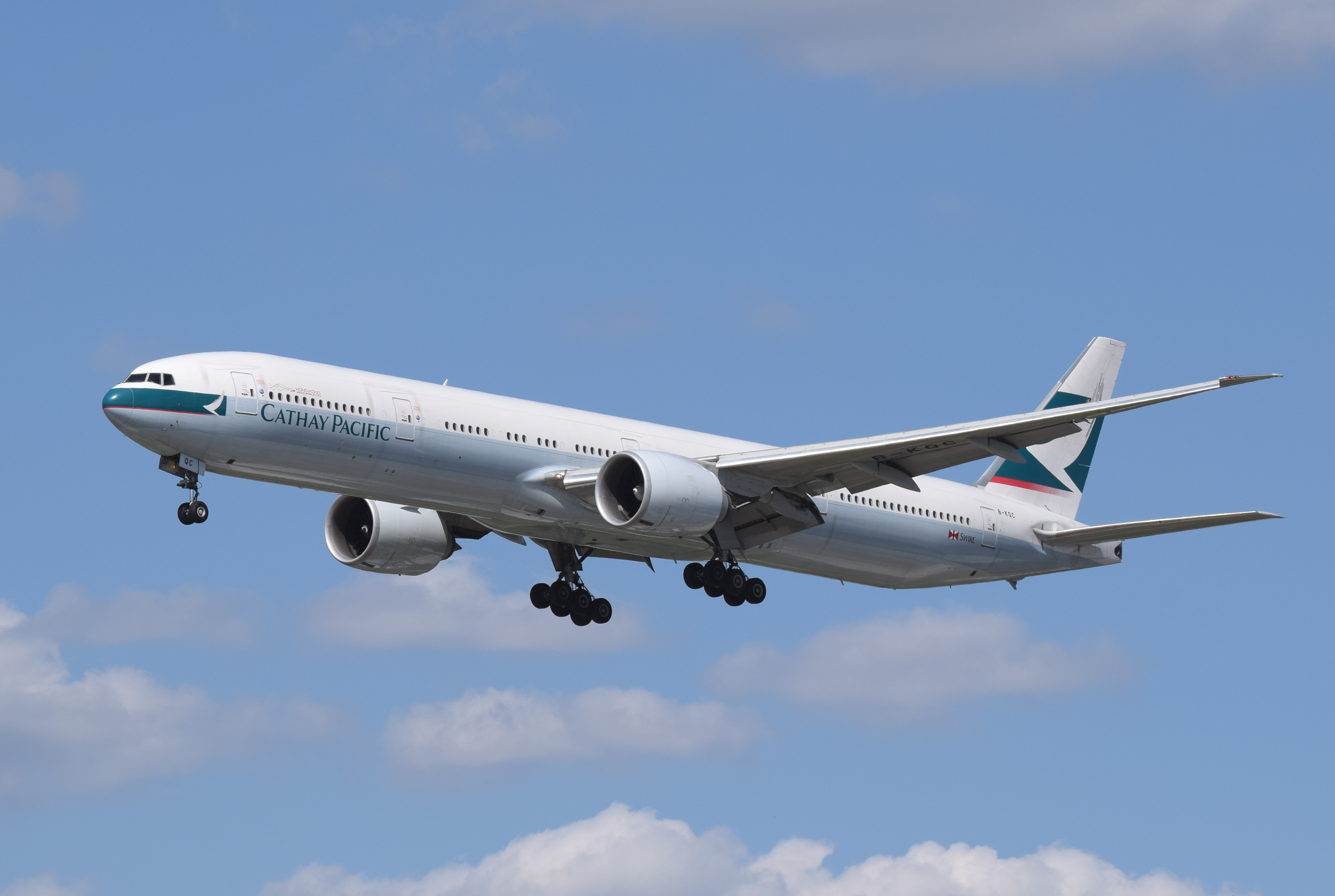
Un Boeing 777-300ER a Londra nel 2015.

Per celebrare il 60º anniversario della compagnia nel 2006, si è tenuto un anno di roadshow chiamato "Cathay Pacific 60th Anniversary Skyshow" dove il pubblico ha potuto vedere gli sviluppi della compagnia aerea, giocare, incontrare alcuni membri del personale della compagnia e vedere le divise vintage. Cathay Pacific ha anche introdotto merchandising per l'anniversario e pasti a bordo serviti dai ristoranti di Hong Kong.
Nel giugno 2008, Cathay Pacific ha stipulato un patteggiamento con il Dipartimento di giustizia degli Stati Uniti in merito alle indagini antitrust su alcuni accordi di fissazione dei prezzi. È stata multata di 60 milioni di dollari. La compagnia ha successivamente istituito un Ufficio interno per la conformità alla concorrenza, che riporta al chief operating officer John Slosar, per garantire che il Gruppo rispetti tutte le leggi sulla concorrenza e antitrust nella giurisdizione in cui opera. Le violazioni per le quali Cathay Pacific Cargo veniva indagata negli Stati Uniti non erano illegali ai sensi della legge sulla concorrenza di Hong Kong.
Nel settembre 2008, tre dei primi dieci account globali di Cathay Pacific, Lehman Brothers, AIG e Merrill Lynch, hanno avuto problemi finanziari.
Nel marzo 2009, la compagnia ha registrato una perdita record di 8,56 miliardi di HK $ per il 2008, che è stata anche la prima del vettore dalla crisi finanziaria asiatica del 1997. Includeva perdite per copertura del carburante di 7,6 miliardi di HK $ e un addebito di 468 milioni di HK $ per una multa per la fissazione dei prezzi negli Stati Uniti. Ha dovuto eliminare il suo dividendo finale. Le perdite di copertura erano il risultato del blocco dei prezzi del carburante a un prezzo superiore a quello prevalente. Alla fine del 2008, Cathay Pacific aveva coperto circa la metà del suo fabbisogno di carburante fino alla fine del 2011.

### Sviluppi recenti (2010-presente)
Nel 2010, la compagnia ha stabilito un altro record di profitto, pari a HK $ 14,05 miliardi, nonostante le perdite record registrate nello stesso decennio. Allo stesso tempo, Cathay Pacific aveva preso in consegna diversi nuovi tipi di aeromobili, tra cui l'Airbus A330-300 e il Boeing 777-300ER. Tony Tyler ha lasciato la sua posizione di CEO il 31 marzo 2010 per proseguire il suo nuovo lavoro presso la IATA. Il direttore operativo John Slosar era succeduto come nuovo CEO. Inoltre, la Commissione per il commercio della Nuova Zelanda aveva ritirato le accuse contro Cathay Pacific relative agli accordi di fissazione dei prezzi. Nel 2014, la compagnia aerea ha subito la più grande espansione della rete negli ultimi anni, che includeva l'aggiunta di collegamenti con Manchester, Zurigo e Boston.
L'8 ottobre 2016, Cathay Pacific ha ritirato il suo ultimo Boeing 747 passeggeri (un 747-400) con un volo panoramico di addio intorno a Hong Kong dopo oltre 35 anni di servizio. Cathay gestiva il 747 dall'agosto 1979, quando fu inaugurato sui servizi per l'Australia.
Durante la prima metà del 2016, i rendimenti di Cathay Pacific sono diminuiti del 10%, al minimo degli ultimi sette anni, poiché le compagnie aeree concorrenti della Cina continentale avevano aumentato il servizio diretto verso gli Stati Uniti e l'Europa, danneggiando le entrate della compagnia dal suo hub di Hong Kong. In ottobre, Cathay Pacific ha cancellato le previsioni di profitto per la seconda metà dell'anno, meno di due mesi dopo la sua emissione.
Dal 15 settembre 2016, Cathay Pacific ha deciso di reintrodurre il supplemento carburante su molti voli dopo che i suoi profitti netti semestrali sono scesi di oltre l'80% e dopo aver subito una perdita di 4,5 miliardi di HK $ a causa di scommesse sbagliate sui prezzi del carburante. A settembre 2016, i prezzi del petrolio si sono dimezzati rispetto al 2014 e sono rimasti al di sotto dei 50 dollari al barile.

#### Acquisizione di HK Express
Il 27 marzo 2019, Cathay Pacific ha annunciato ufficialmente che avrebbe acquisito HK Express, l'unico vettore low cost di Hong Kong, citando di "aspettarsi sinergie nella generazione di un nuovo modello di business e un miglioramento della competitività". La transazione si è conclusa nel luglio 2019 e HK Express è diventata la controllata al 100% di Cathay Pacific.

#### Proteste e COVID-19
Durante le manifestazioni del 2019-2020, i dipendenti di Cathay Pacific hanno partecipato alle proteste presso l'aeroporto Internazionale di Hong Kong. Il governo di Pechino, azionista di Cathay Pacific, ha ordinato a Cathay di sospendere tutti i dipendenti che avevano partecipato alla protesta. Il presidente di Cathay, John Slosar, ha risposto dicendo: "Impieghiamo 27.000 dipendenti a Hong Kong che svolgono tutti i tipi di lavori diversi [...] di certo non ci sogneremmo di dire loro cosa devono pensare di qualcosa". Cathay Pacific in seguito ha sospeso un pilota che era stato arrestato durante una protesta e il CEO Rupert Hogg ha dichiarato il suo sostegno al governo e ha ribadito che i dipendenti che avevano violato il codice di condotta dell'azienda avrebbero potuto essere licenziati. Il 16 agosto, Hogg si è dimesso a causa delle "intense critiche" da parte delle autorità cinesi a seguito della partecipazione del personale di Cathay alle proteste. Anche il Chief Customer and Commercial Officer, Paul Loo, si è dimesso.
Cathay Pacific ha ridotto i voli internazionali durante la pandemia di COVID-19, che ha avuto un impatto negativo sull'industria aeronautica e sulle richieste di volo, causando anche divieti di viaggio a livello globale. Il 96% dei voli è stato tagliato per i mesi di marzo, aprile e maggio, e la controllata del gruppo HK Express ha sospeso tutte le operazioni di volo dal 23 marzo al 30 aprile 2020, a causa della riduzione della domanda. Ad un certo punto durante la crisi, solo 582 passeggeri avevano volato con Cathay Pacific in un giorno intero.
Nel dicembre 2020, la società ha dichiarato di prevedere perdite nella seconda metà superiori alle perdite della prima a causa della bassa domanda, degli oneri di ristrutturazione e dei danni alla sua flotta.

#### Ricapitalizzazione
Il 9 giugno 2020, Cathay Pacific, Swire Pacific e Air China hanno interrotto gli scambi di azioni in attesa dell'annuncio. Il 10 giugno, Cathay Pacific e il governo di Hong Kong hanno annunciato congiuntamente un piano di ricapitalizzazione da 39 miliardi di HK $ e un pacchetto di salvataggio per Cathay Pacific. Nel pacchetto, il governo di Hong Kong ha ricevuto 19,5 miliardi di HK $ di azioni per pagare dividendi e 1,95 miliardi di HK $ di warrant, per una quota del 6%. La quota dei tre principali azionisti, Swire Pacific, Air China e Qatar Airways è scesa al 42%, 28% e 9,4% a causa della partecipazione del governo. Inoltre, Cathay Pacific ha ricevuto un prestito ponte di 7,8 miliardi di HK $ e il governo ha il diritto di nominare due osservatori nel consiglio di amministrazione della società. Il segretario alle finanze del governo di Hong Kong, Paul Chan, ha dichiarato: "non è nostra intenzione diventare un azionista a lungo termine di Cathay Pacific".

## Identità aziendale

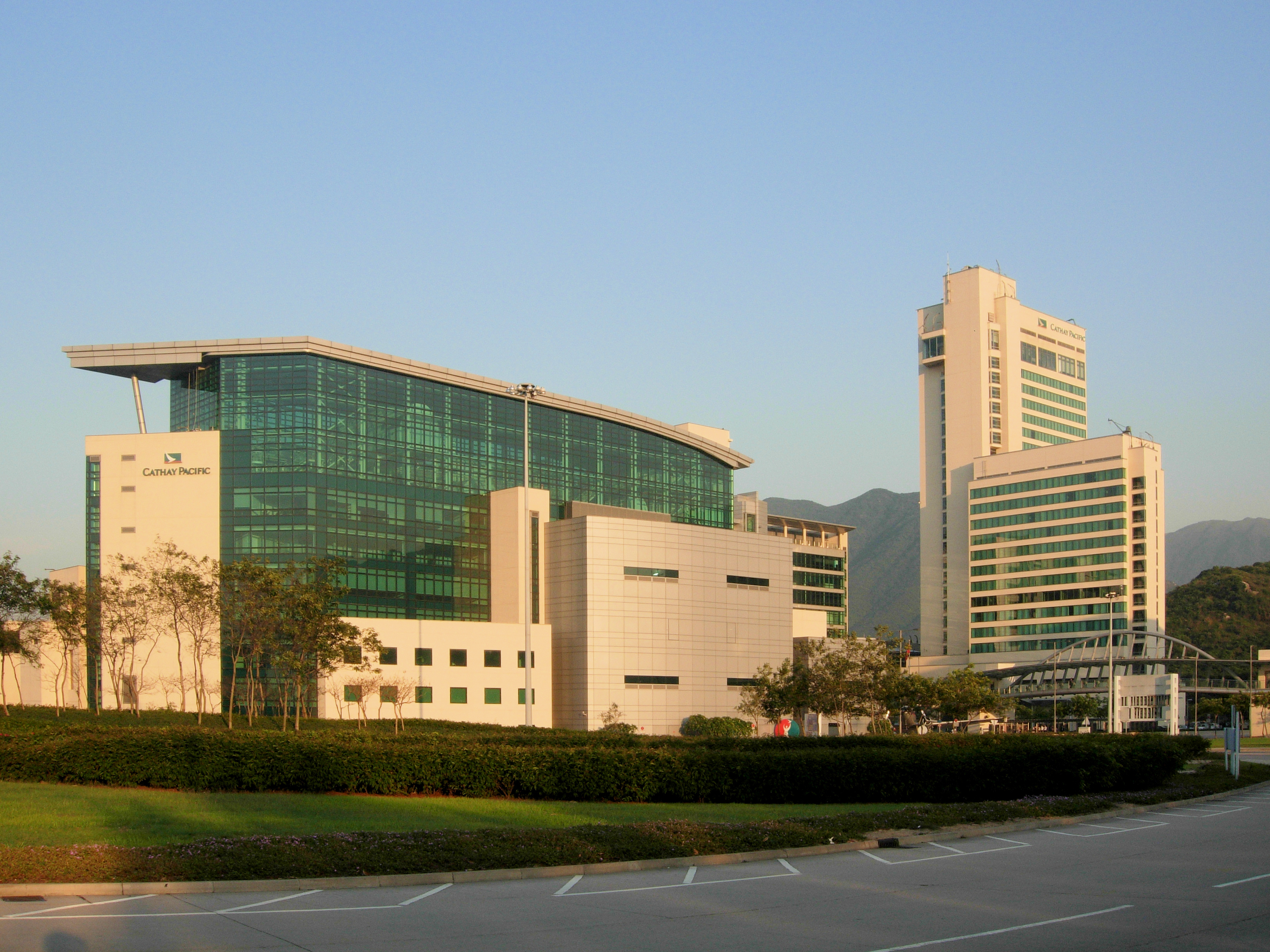
Cathay City, la sede di Cathay Pacific

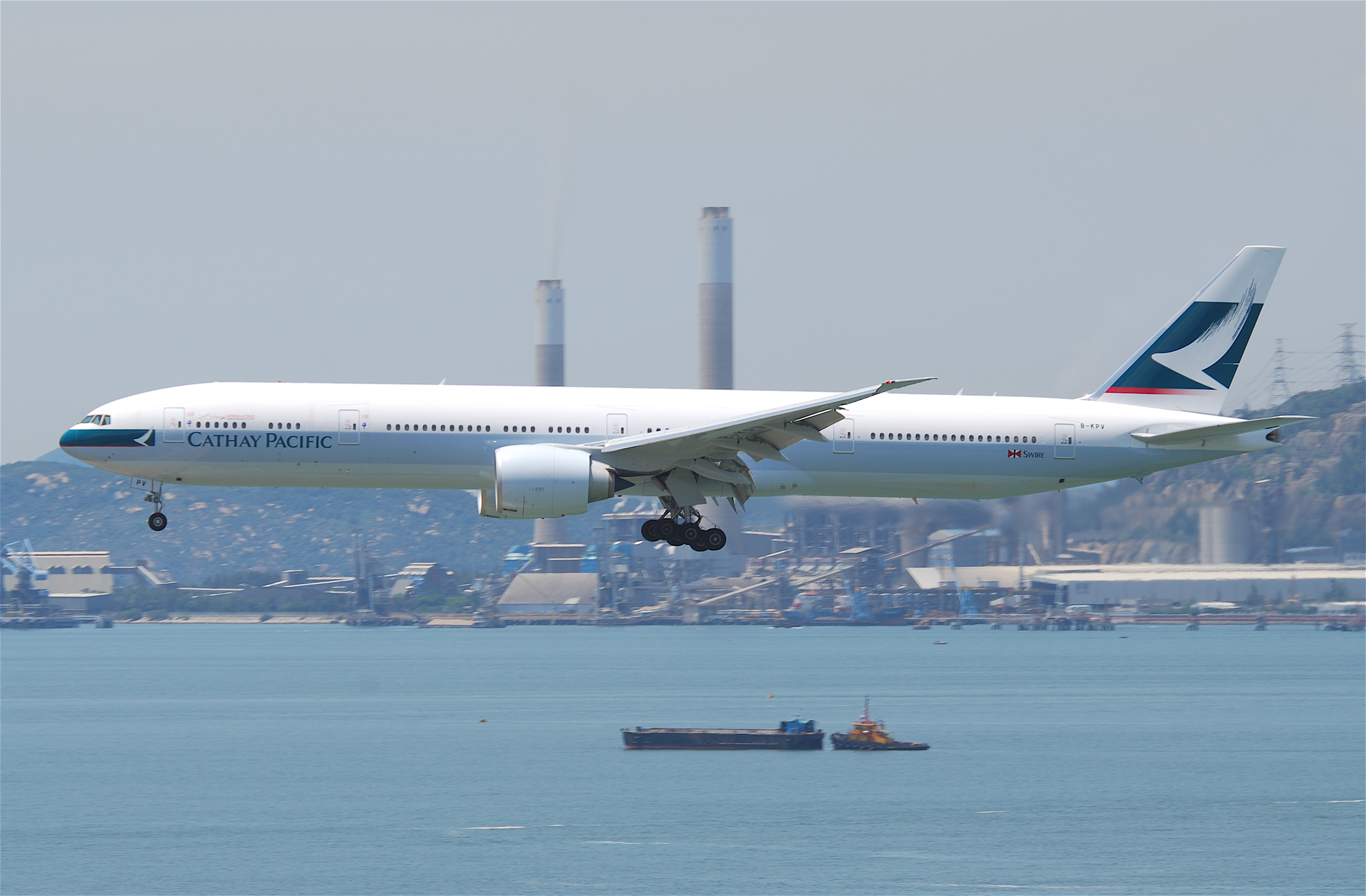
Un 777 con la vecchia livrea.

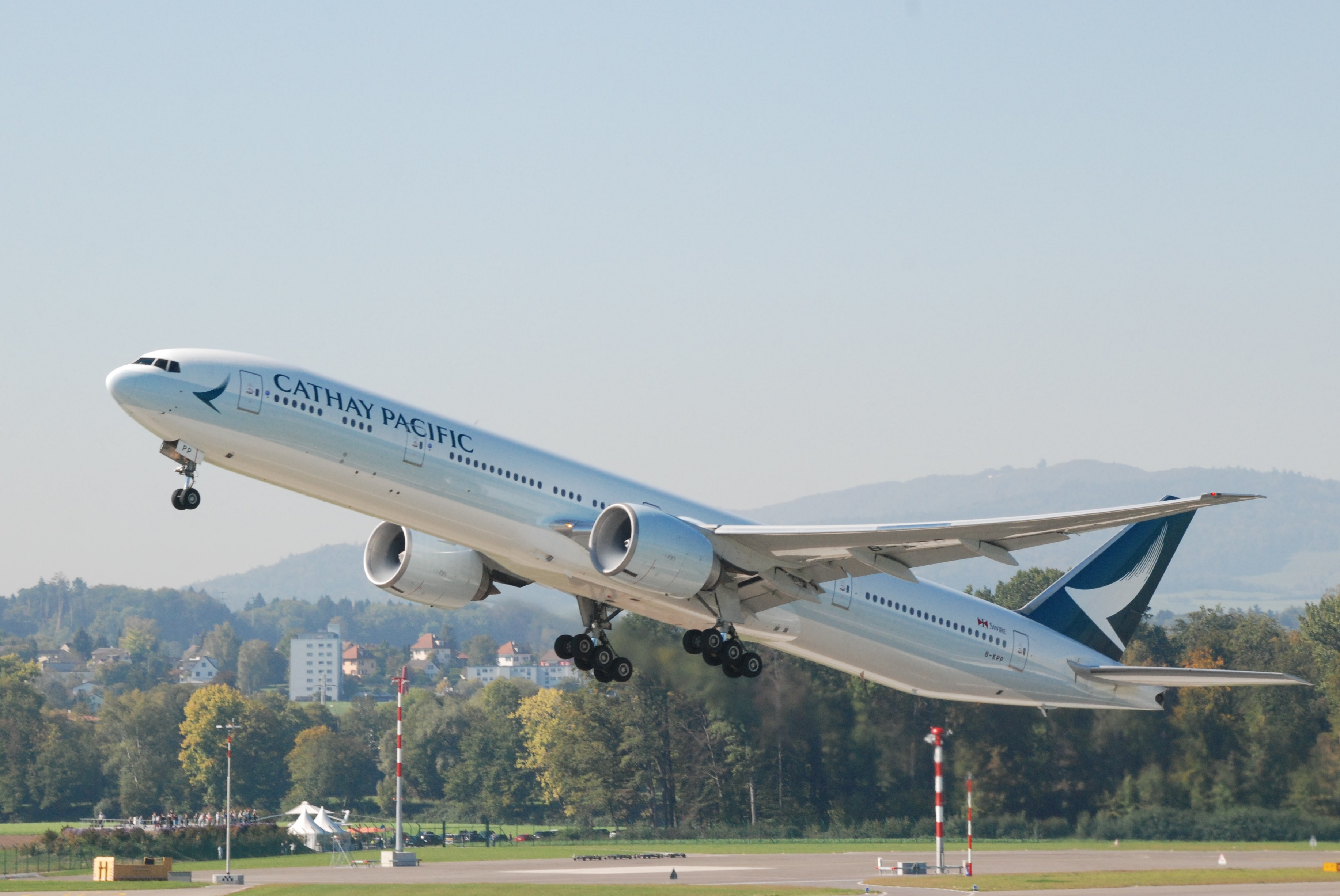
Un 777 con la nuova livrea.

### Sede
La sede principale di Cathay Pacific, Cathay City, si trova presso l'aeroporto Internazionale di Hong Kong. Cathay City è stata costruita tra aprile e settembre 1998 e aperta nello stesso anno. In precedenza, la sede della compagnia aerea era presso la Swire House, un complesso a Hong Kong che prende il nome dalla società madre della compagnia.

### Livrea
Prima del novembre 1994, tutti gli aerei della Cathay Pacific usavano una livrea "verde lattuga" e portavano la bandiera britannica sull'impennaggio. In seguito, gli aeromobili hanno cominciato a portare il logo Brand Hong Kong con la scritta "HONG KONG" o in cinese "香港" sotto o accanto invece di utilizzare la bandiera della Regione amministrativa speciale di Hong Kong (HKSAR), che non è mai apparsa su nessun aereo.
Tutti gli aeromobili della Cathay Pacific portano la livrea "brushwing", introdotta nei primi anni novanta su un Boeing 747-400.
Il logo è costituito da un tratto calligrafico su uno sfondo verde; il tratto vuole apparire come l'ala di un uccello. Il logo precedente, costituito da strisce verdi e bianche, era usato dall'inizio degli anni settanta fino al 1994.
Nel novembre 2015, la compagnia ha rivelato una versione aggiornata della sua livrea, caratterizzata da uno schema di verniciatura più semplice pur mantenendo il marchio di fabbrica brushwing su una coda completamente verde. È stata presentata per la prima volta su un Boeing 777-300ER (B-KPM), in preparazione della consegna del primo Airbus A350.

### Partecipazioni
Tra le più importanti società in cui Cathay Pacific possiede delle quote vi sono:
- Air China (20%)
- Air China Cargo (49%)
- Air Hong Kong (100%)
- HK Express (100%)

## Cabina

### First class

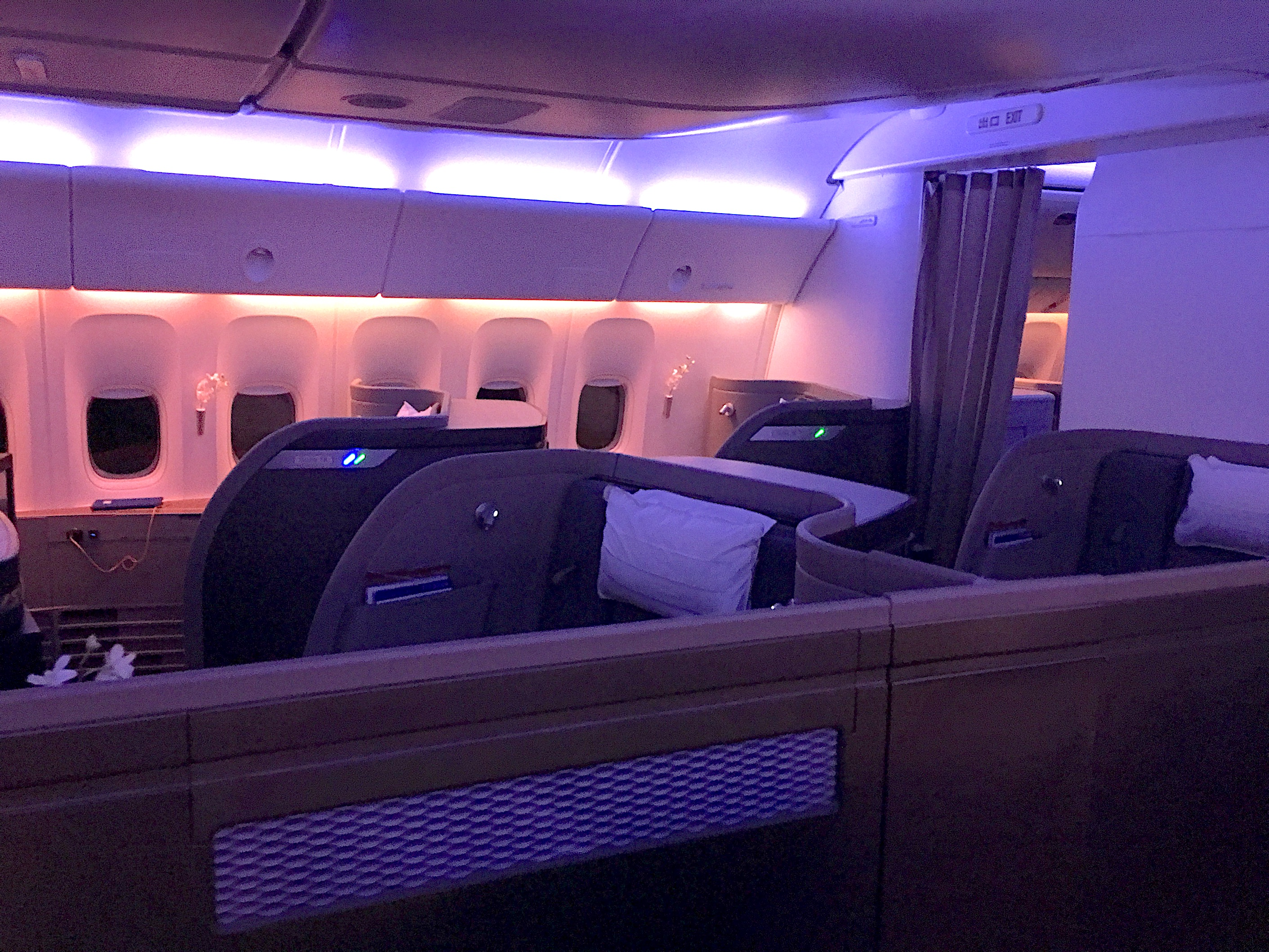
First class su un 777-300ER.

La First Class è disponibile esclusivamente a bordo di alcuni Boeing 777-300ER e dispone di 6 posti in una configurazione 1-1-1. I sedili di prima classe possono essere convertiti in letti completamente piani che misurano 91 cm × 206 cm (36 pollici × 81 pollici). I sedili includono una funzione di massaggio, un armadio personale, un pouf e televisori personali in alta definizione regolabili da 18,5 pollici (47 cm).

### Business class

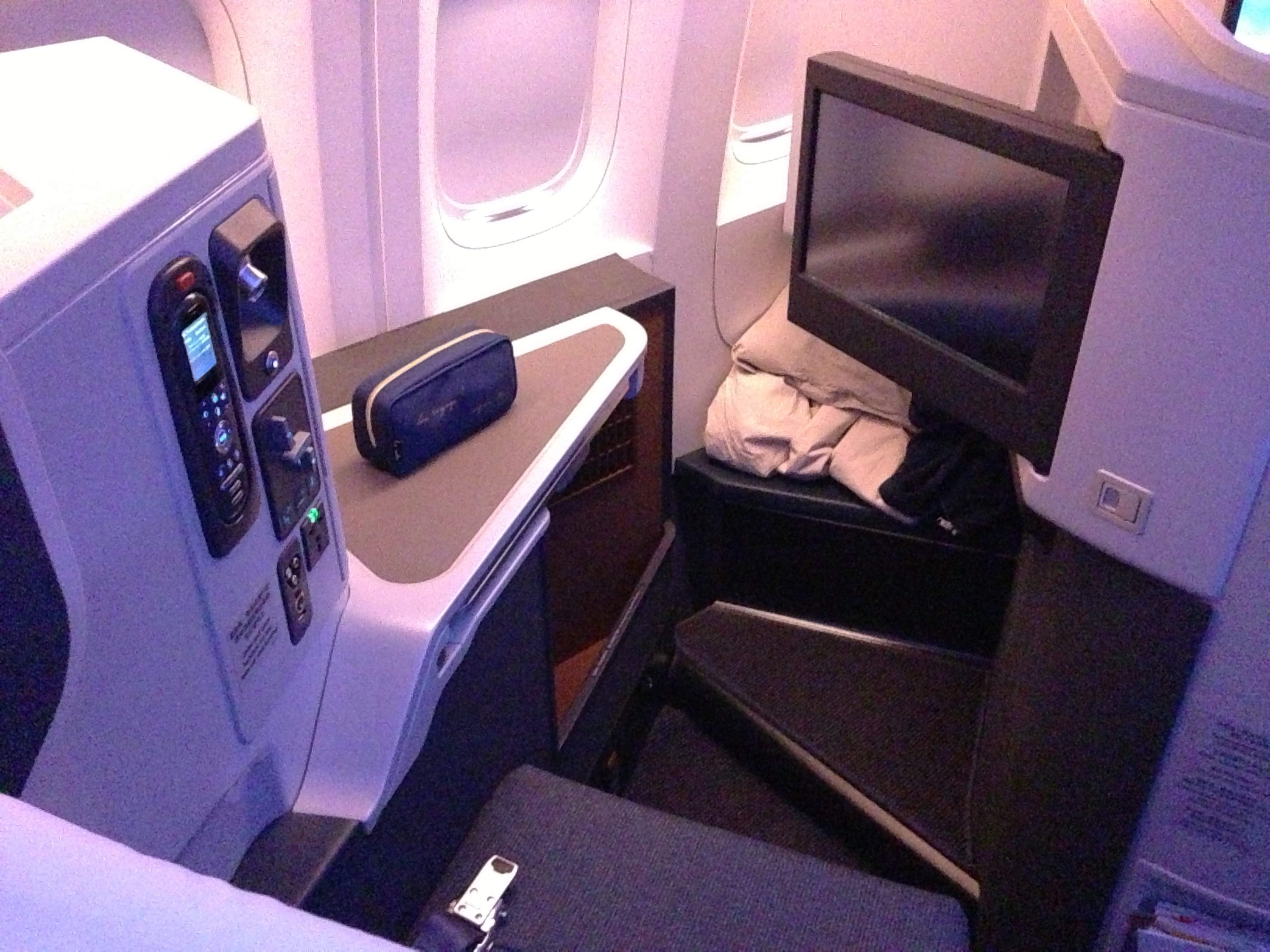
Business class su un 777-300ER.

Cathay Pacific ha introdotto un nuovo sedile in Business Class nel 2011, con sedili a spina di pesce inversa in una configurazione 1-2-1. Ogni sedile si trasforma in un letto completamente piatto da 208 cm (82 pollici) di lunghezza, con una larghezza fino a 53 cm (21 pollici). Ogni sedile presenta un piccolo armadio laterale chiuso e un televisore personale regolabile da 19 pollici (47,5 cm). Nel 2016, alla consegna dei nuovissimi Airbus A350, Cathay Pacific ha introdotto una configurazione a spina di pesce inversa con sedili progettati da Porsche Design, con televisori personali in alta definizione e spazio di archiviazione aggiuntivo sul lato.
La nuova Regional Business Class viene fornita sui Boeing 777-300 configurati a livello regionale (esclusi i Boeing 777-300ER) e su alcuni Airbus A330-300. I sedili della Regional Business Class hanno una larghezza di 53 cm (21 pollici) e si reclinano fino a 120 cm (47 pollici), inoltre dispongono di reclinazione elettrica e poggiapiedi. Un televisore personale da 12 pollici (30 cm) situato nello schienale offre contenuti on Demand.

### Premium Economy class
Cathay Pacific ha introdotto la Premium Economy Class nel marzo 2012. La distanza dal sedile di fronte è di 96 cm (38 pollici), 15 centimetri in più rispetto alla Economy Class, e il sedile stesso è più largo e ha una maggiore inclinazione. Ha un grande tavolino da pranzo, un tavolo da cocktail, un poggiapiedi, un televisore personale da 10,6 pollici, una presa di corrente interna, un connettore multi-porta per dispositivi personali e uno spazio di stivaggio personale extra. Il sedile Premium Economy Class offre un livello superiore di comfort con più spazio abitativo in una cabina separata prima della zona Economy Class.
Nel 2016, alla consegna dei primi Airbus A350-900, Cathay Pacific ha introdotto un nuovo sedile Premium Economy, che presenta un televisore personale in alta definizione da 12,1 pollici (31 cm) e una distanza dal sedile di fronte migliorata fino a 102 cm (40 pollici). I nuovi sedili sono configurati in una configurazione 2-4-2, con una larghezza di 47 cm (18,5 pollici).

### Economy class
Cathay Pacific ha introdotto una nuova Economy Class nel marzo 2012. I sedili sono reclinabili fino a 15 cm (6 pollici). Questi sedili hanno una larghezza di 17,5 cm (7 pollici) e la distanza dal sedile di fronte è di 81 cm (32 pollici).
Tutti i nuovi sedili sono dotati di nuovi touchscreen da 11,6 pollici, porte USB e una migliore inclinazione del sedile. Inoltre i sedili sono disposti in una configurazione 3-3-3.

## Servizi

### Assistenza a terra

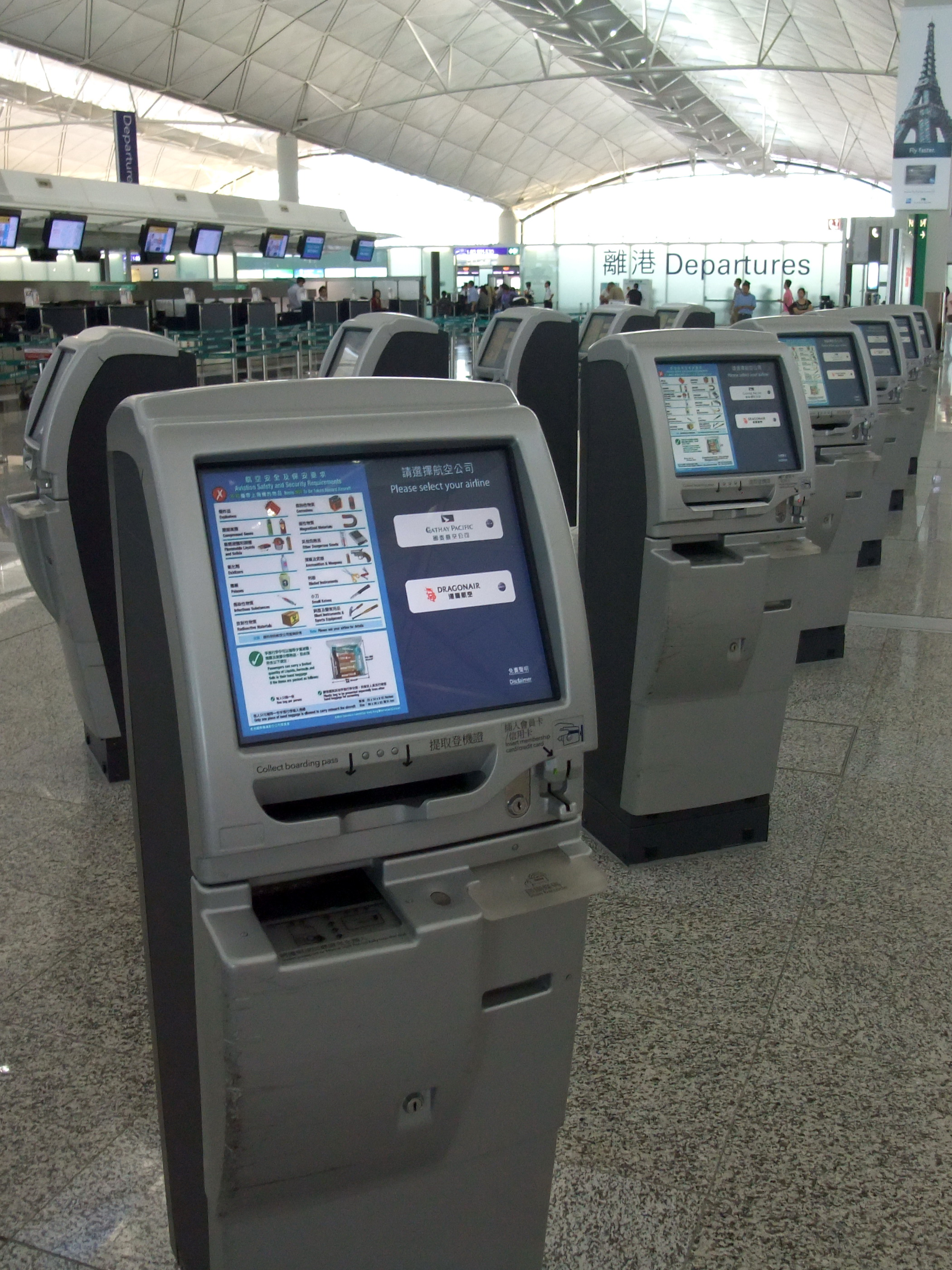
Chioschi per il self-check-in.

A partire dal 2007, Cathay Pacific ha lanciato più metodi per il check-in dei voli. Tra questi, il check-in automatico in un chiosco dell'aeroporto internazionale di Hong Kong e il check-in tramite un telefono cellulare. Cathay Pacific ha anche lanciato un'applicazione mobile su App Store e Google Play, chiamata CX Mobile. I passeggeri possono utilizzare l'applicazione per controllare gli arrivi e le partenze dei voli, il check-in per i loro voli e leggere delle destinazioni verso cui stanno volando utilizzando le Guide della città. L'app ha avuto grande successo tra i passeggeri, rendendo Cathay Pacific uno dei leader del settore nell'offrire servizi mobili agli utenti di smartphone.
Cathay Pacific sta anche seguendo una tendenza tra molte compagnie aeree per migliorare la propria immagine per i clienti e per gli azionisti tramite i social media; nel 2017 si è classificata al quarto posto a livello mondiale. La compagnia ora utilizza una gamma di social media tra cui Facebook, Flickr, Twitter, Instagram, YouTube e blog per condividere idee con i clienti. Inoltre, ha lanciato un tour virtuale per consentire ai passeggeri di provare le nuove cabine e i servizi di Cathay Pacific senza dover salire a bordo di alcun aereo.
Il 4 gennaio 2011, la divisione cargo della compagnia aerea, Cathay Pacific Cargo, è diventata la prima compagnia aerea operante da Hong Kong a passare completamente alla lettera di vettura e-air. Ciò ha eliminato la necessità di utilizzare documenti cartacei.

### Intrattenimento in volo
StudioCX, il sistema di intrattenimento in volo di Cathay Pacific, dotato di schermi personali in ogni posto, offre film, programmi TV asiatici e occidentali, musica e giochi. Inoltre, la compagnia aerea offre una vasta gamma di giornali e riviste di tutto il mondo, tra cui la rivista di bordo Discovery della compagnia aerea.
StudioCX fornisce Audio/Video on Demand (AVOD) per ogni passeggero e offre fino a 100 film, 350 programmi TV, circa 1000 CD album con 25 generi diversi, 25 canali radio e oltre 70 giochi interattivi.

### Pasti a bordo

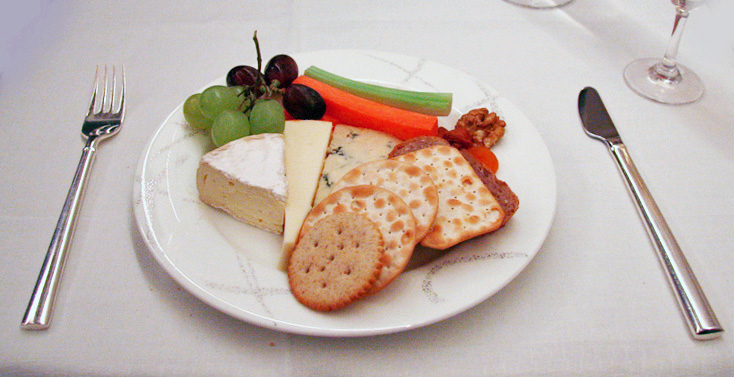
Un menù servito in business class.

Cathay Pacific offre cibo e bevande su tutti i voli, con due pasti generalmente serviti sui voli a lungo raggio. Ai passeggeri vengono serviti dei menu che comprendono piatti della cucina internazionale e della cucina asiatica contemporanea, accompagnati da una buona scelta di vini e bevande. I passeggeri in First Class, a differenza degli altri, hanno a disposizione un menu à la carte con cui possono ordinare dei pasti in qualsiasi momento del volo.

### Programma fedeltà
Cathay Pacific ha due programmi fedeltà: il programma fedeltà Marco Polo Club e Asia Miles, il programma dei premi di viaggio. I membri del Marco Polo Club vengono automaticamente iscritti come membri di Asia Miles.

#### Marco Polo Club
Il Marco Polo Club è diviso in cinque livelli: Green (livello base), Silver, Gold, Diamond e Diamond Plus. Per l'iscrizione si paga una quota di 100 dollari. I membri guadagnano punti Club su classi tariffarie idonee con le compagnie aeree associate di Cathay Pacific, ovvero quelle di Oneworld. Tali punti vengono utilizzati per calcolare l'idoneità del membro al rinnovo, all'upgrade o al downgrade dell'iscrizione durante l'anno. Ai membri di livello superiore vengono offerti maggiori benefici di viaggio come l'Economy Class garantita, la franchigia bagaglio aggiuntiva, prenotazione voli prioritaria e accesso alla lounge dell'aeroporto. L'iscrizione al Marco Polo Club termina dopo 12 mesi di inattività o inosservanza dei criteri minimi di viaggio, come indicato nella guida per l'iscrizione e verrà declassata a socio Asia Miles.

#### Asia Miles
Asia Miles è un programma di fidelizzazione e frequent flyer in cui i membri possono accumulare Asia miles con oltre 500 partner in 9 categorie: compagnie aeree, hotel, finanza e assicurazioni, ristoranti, vendita al dettaglio, viaggi e tempo libero, automobili e trasporti, telecomunicazioni e servizi professionali. I membri possono anche guadagnare miglia acquistando online tramite iShop che offre una varietà di prodotti e marchi. I membri possono utilizzare le miglia accumulate per riscattare viaggi, articoli elettronici, articoli culinari, biglietti per concerti e altri premi. È stato nominato "Best Frequent Flyer Program" alla Business Traveller Asia-Pacific Awards del 2011.

## Destinazioni
Cathay Pacific serve circa 80 destinazioni compresi i servizi cargo, ma esclusi i code-share in 46 paesi e territori nei cinque continenti, con una rete asiatica ben sviluppata. La compagnia serve molte città gateway in Nord America ed Europa, con facili collegamenti con i suoi partner di Oneworld e di code-share, come American Airlines e British Airways via Los Angeles e Londra, rispettivamente. Inoltre, la compagnia aerea serve dieci città francesi tramite una partnership in code-share con l'operatore ferroviario nazionale francese, SNCF, da Parigi.

### Accordi commerciali
Al 2021, Cathay Pacific ha accordi di code-share con:
- Air Astana
- Air China
- Air Niugini
- Alaska Airlines
- American Airlines
- Austrian Airlines
- Bangkok Airways
- British Airways
- Brussels Airlines
- Comair
- Fiji Airways
- Finnair
- HK Express
- Iberia
- Japan Airlines
- LATAM Airlines Group
- Lufthansa
- Malaysia Airlines
- MIAT Mongolian Airlines
- Philippine Airlines
- Qantas
- Qatar Airways
- S7 Airlines
- Shenzhen Airlines
- Swiss International Air Lines
- Vietnam Airlines
- WestJet

## Flotta

### Flotta attuale

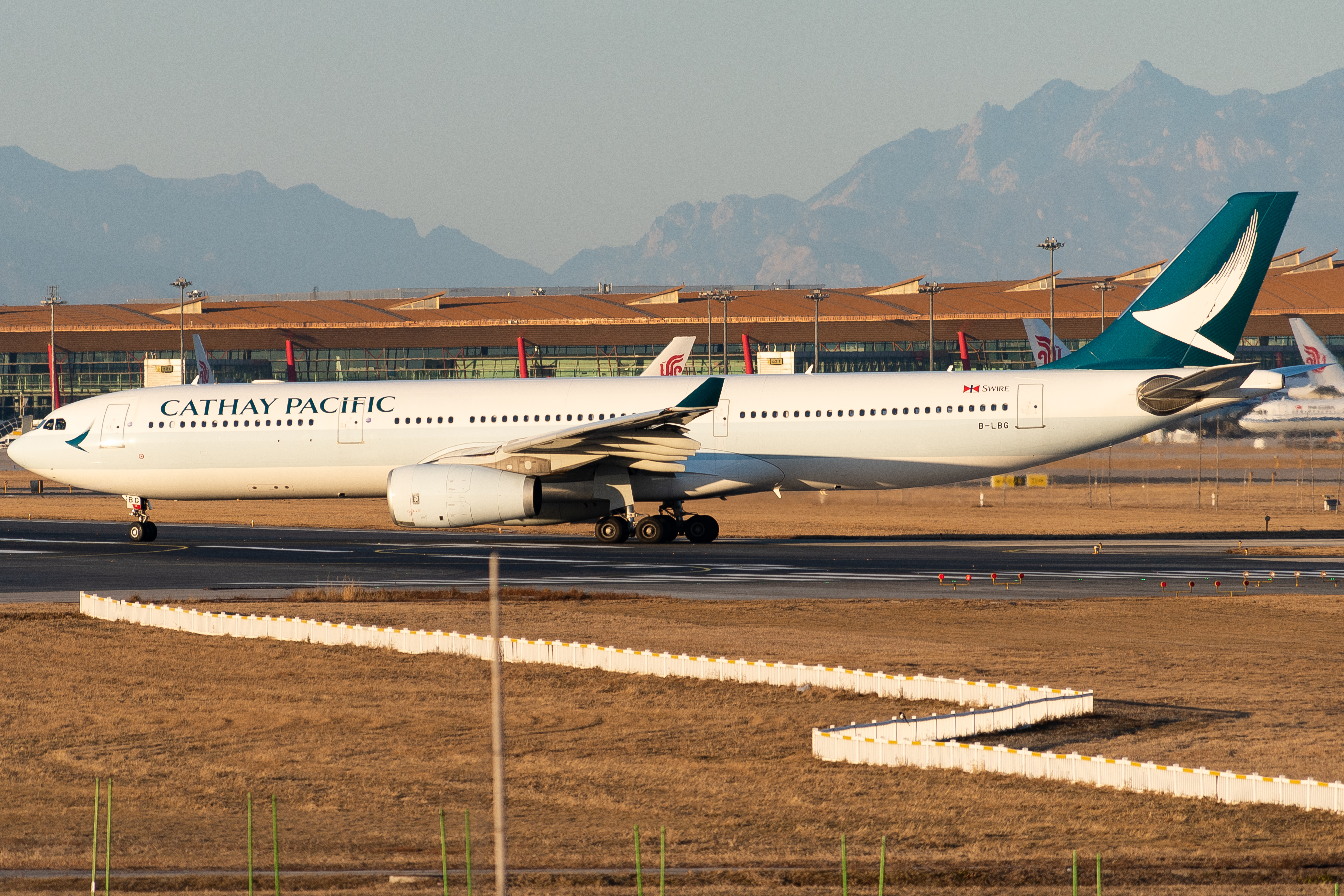
Un Airbus A330-300.

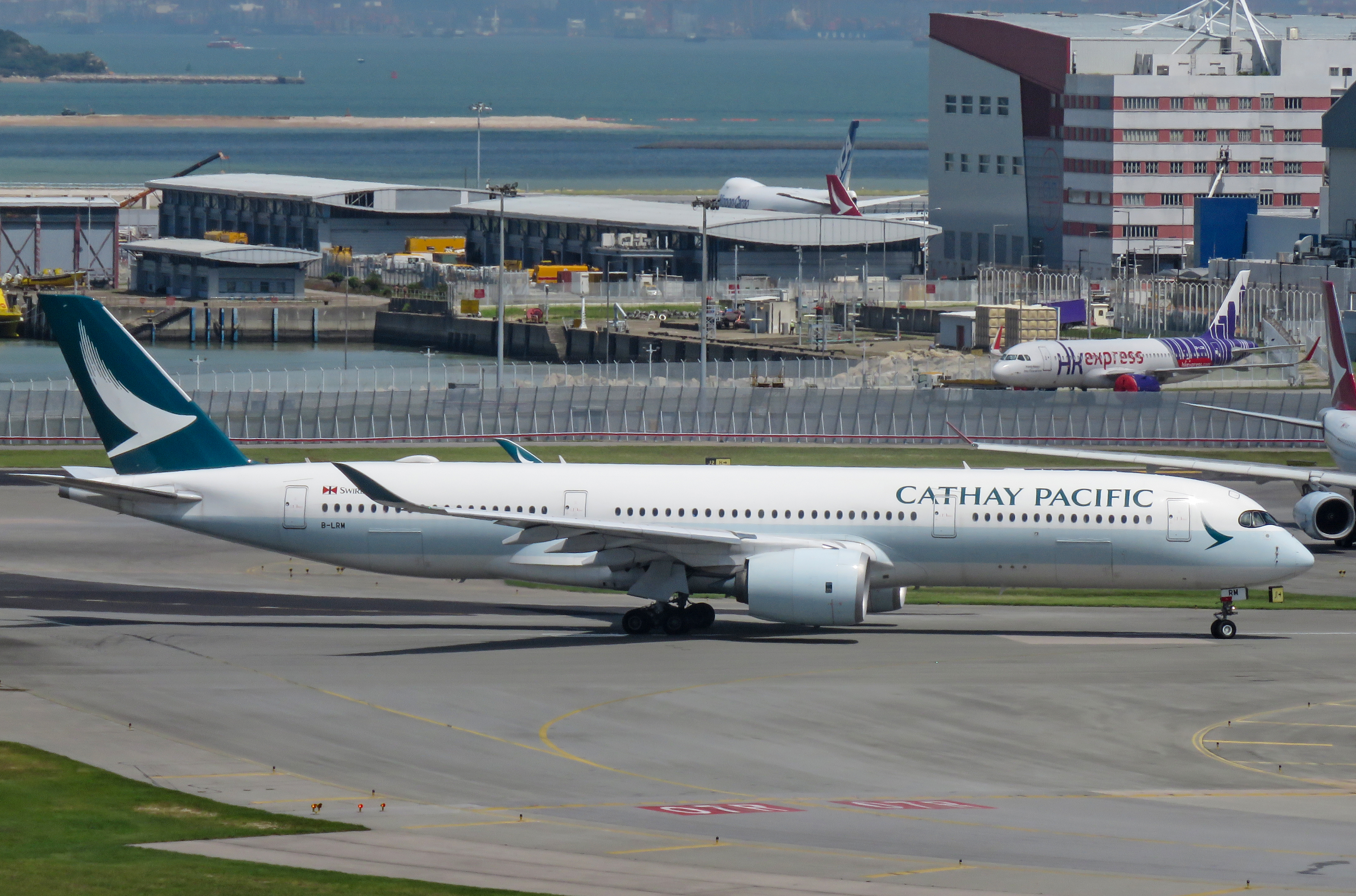
Un Airbus A350-900.

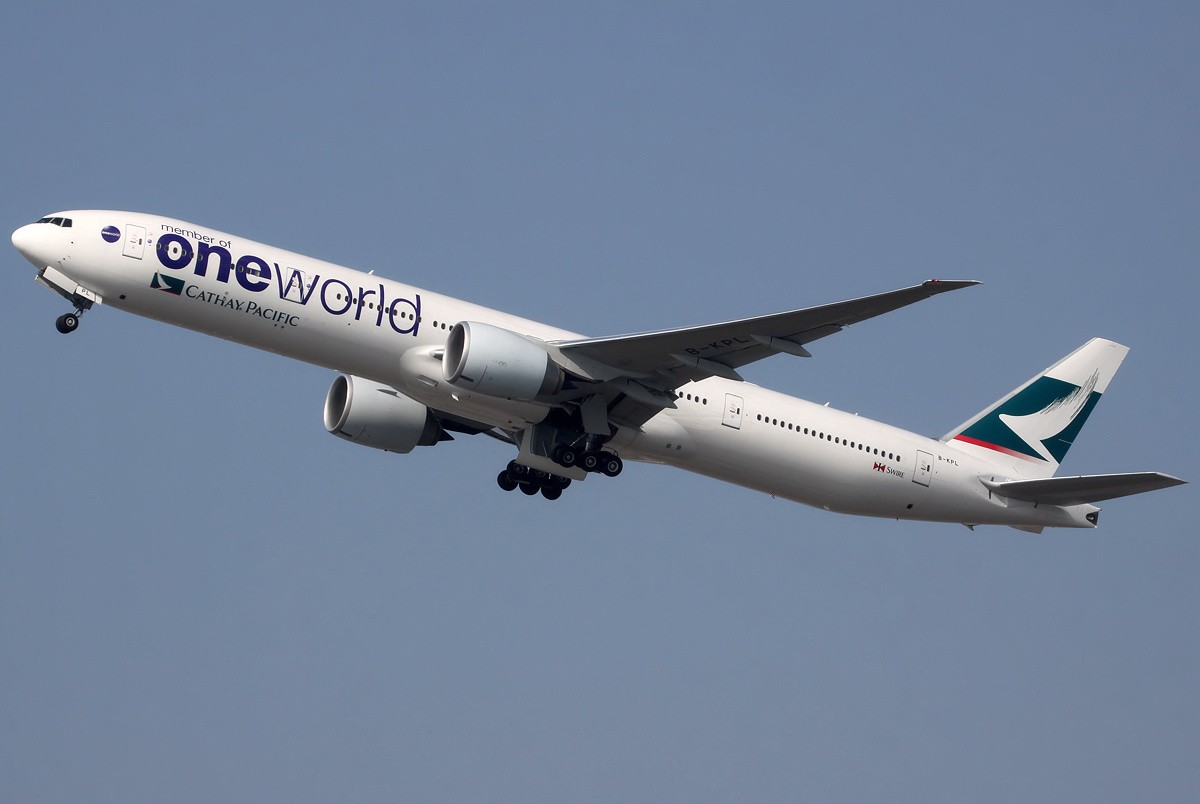
Un Boeing 777-300ER in livrea Oneworld.

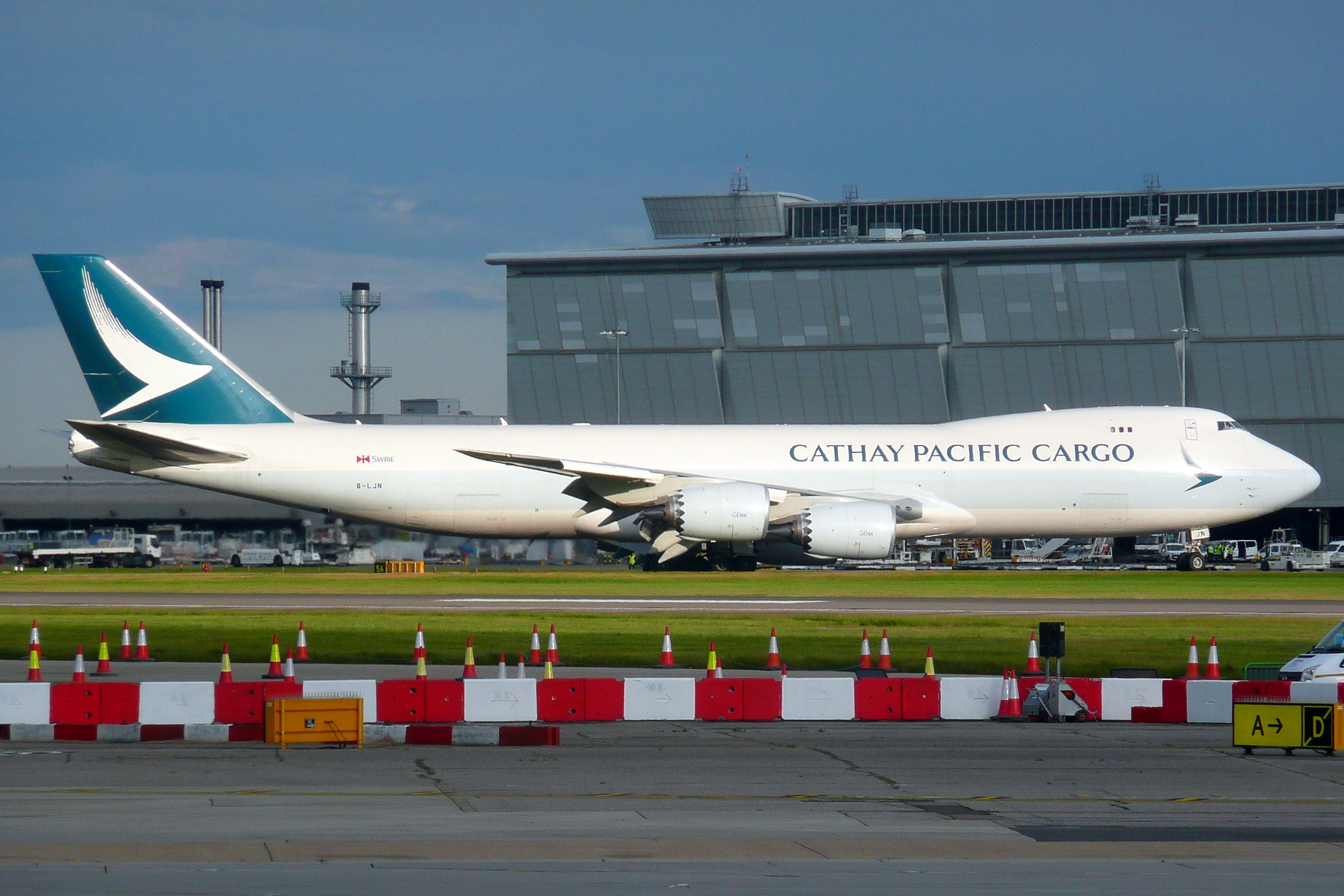
Un Boeing 747-8F.

A febbraio 2025 la flotta di Cathay Pacific è così composta:

### Storia

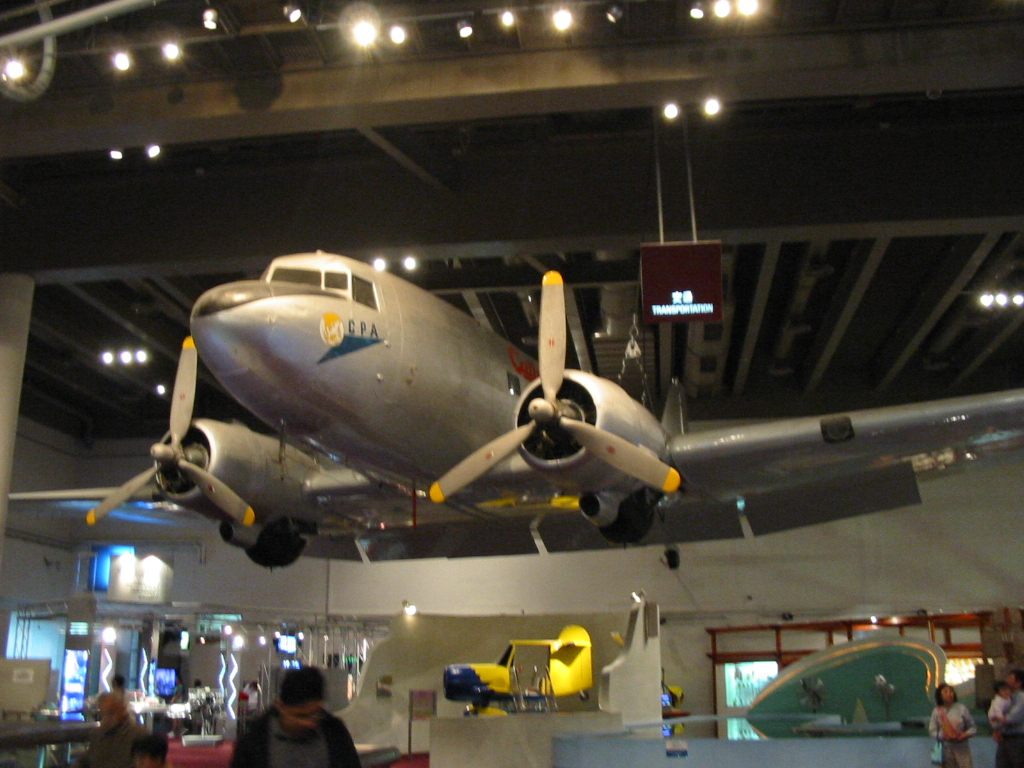
Betsy in mostra al Museo della Scienza di Hong Kong.

Sin dal suo inizio nel 1946, Cathay Pacific ha operato molti tipi di aeromobili. I primi due aerei erano due Douglas DC-3 in eccedenza della seconda guerra mondiale, chiamati Betsy e Niki. Betsy (registrazione VR-HDB), il primo aereo della Cathay Pacific, è ora in mostra al Museo della Scienza di Hong Kong. Niki è andato perso, ma un DC-3 simile è stato acquistato in sostituzione. È stato rinnovato e ridipinto dal dipartimento di ingegneria della compagnia aerea, Hong Kong Aircraft Engineering Company, e ora indossa la seconda livrea della Cathay Pacific dalla fine degli anni quaranta. Questo aereo è ora visibile al pubblico nel parcheggio fuori dal Flight Training Center di Cathay City. Cathay Pacific era un tempo il più grande operatore del Lockheed L-1011 al di fuori degli Stati Uniti con una flotta di 19 esemplari (Delta Air Lines negli Stati Uniti era la più grande con 71) prima di essere sostituito dagli Airbus A330-342 nel 1996.

### Flotta storica

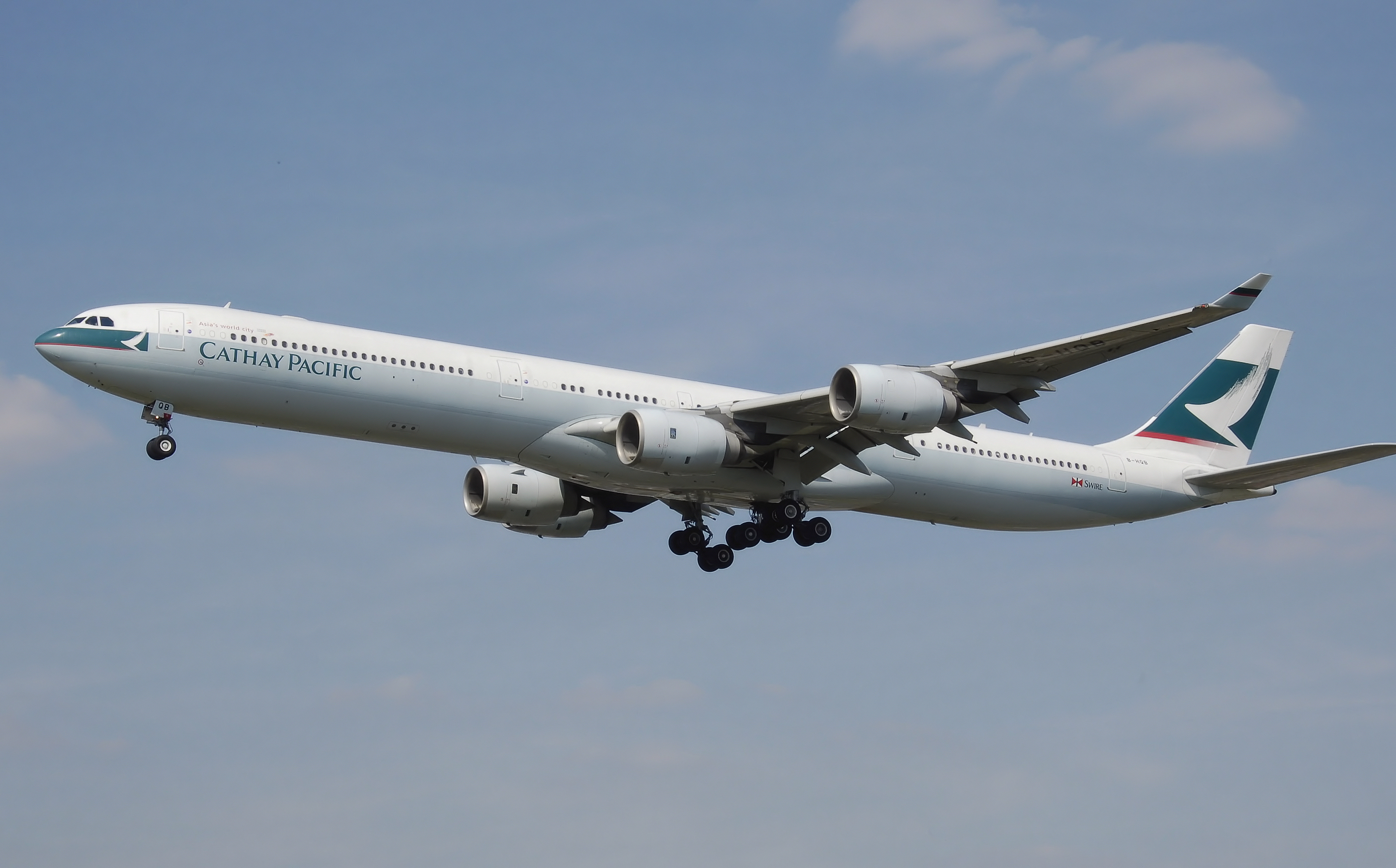
Un Airbus A340-600.

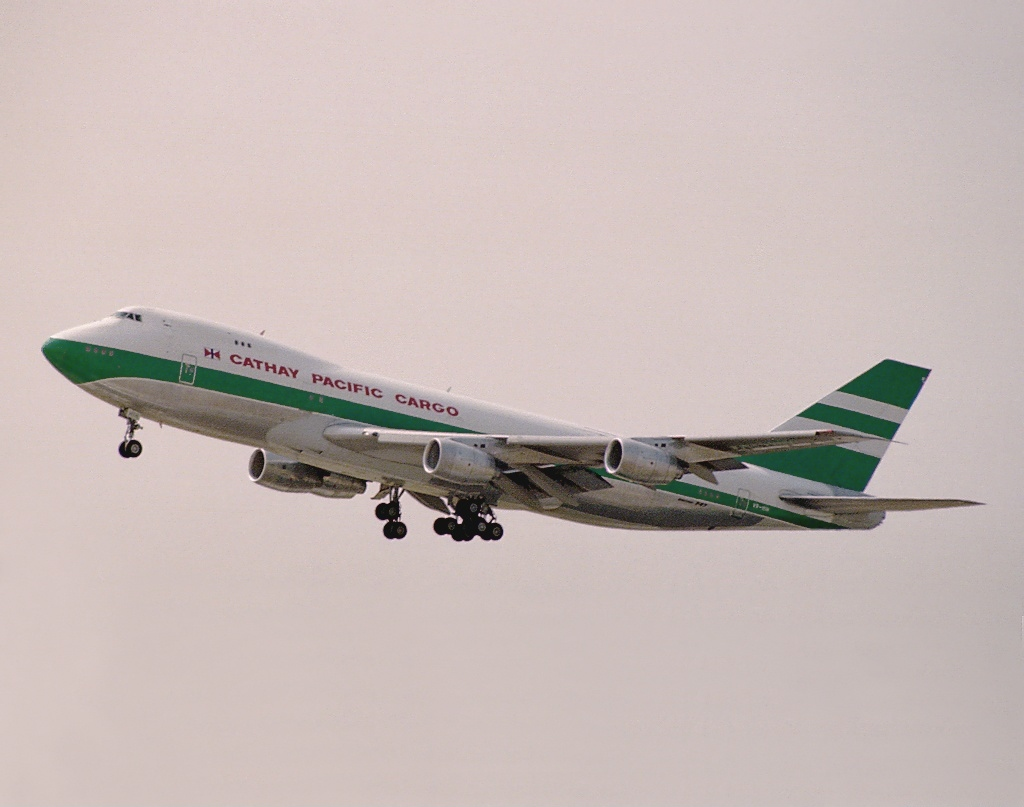
Un Boeing 747-200.

Cathay Pacific operava in precedenza con i seguenti aeromobili:

## Incidenti
- Il 16 giugno 1948, un idrovolante Consolidated PBY Catalina, operato dalla società Macau Air Transport Company, una controllata di Cathay Pacific, subì uno dei primi dirottamenti mai avvenuti di un volo di linea: durante la tratta da Macao a Hong Kong, 4 uomini uccisero il comandante e dirottarono il velivolo, che però si schiantò nelle vicinanze della foce del Fiume delle Perle, in Cina. L'unico sopravvissuto tra le 26 persone a bordo fu uno dei dirottatori.[90]
- Il 24 febbraio 1949, un Douglas DC-3 partito da Manila e diretto a Hong Kong si schiantò in fase di atterraggio dopo un tentativo di riattaccata dovuto alle cattive condizioni meteo. Tutti i 23 occupanti persero la vita.[91]
- Il 23 luglio 1954, il Douglas C-54 di marche VR-HEU fu abbattuto da aerei da combattimento della Repubblica popolare cinese. L'evento accadde al largo della costa dell'isola di Hainan, dove l'aereo era in rotta da Bangkok a Hong Kong. Morirono 10 dei 18 a bordo.[92]
- Il 5 novembre 1967, il volo Cathay Pacific 033, un Convair 880 che operava sulla tratta Hong Kong - Saigon, finì fuori pista durante il decollo dall'aeroporto di Kai Tak. Uno dei 127 occupanti perse la vita.[93]
- Il 15 giugno 1972, il volo Cathay Pacific 700Z, un Convair 880, era un volo passeggeri da Bangkok a Hong Kong. Un ordigno ad alto potenziale esplosivo venne fatto esplodere nell'area della sezione centrale della cabina; alcuni sedili vennero espulsi attraverso un foro nella fusoliera. Parti della fusoliera stessa e forse alcuni sedili urtarono gli stabilizzatori verticali e orizzontali, provocando gravi danni. Contemporaneamente il pavimento della cabina, la sezione centrale della fusoliera e la radice dell'ala di tribordo cedettero. I piloti persero il controllo e l'aereo entrò in una discesa ad alta velocità e si disintegrò. Le vittime furono 81.[94]
- Il 13 aprile 2010, l'equipaggio del volo Cathay Pacific 780, un Airbus A330-342, sperimentò l'impossibilità di controllare la potenza dei due motori durante l'avvicinamento all'aeroporto di Hong Kong. L'aereo atterrò a quasi il doppio della normale velocità di atterraggio, provocando pochi danni. Sessantadue dei presenti a bordo subirono lievi ferite durante l'evacuazione tramite gli scivoli d'emergenza, e uno di loro riportò traumi più seri. Gli investigatori scoprirono che la causa del guasto era la contaminazione del carburante.[95]